# Lebovics Viktória
Lebovics Viktória (Ungvár, 1958. augusztus 9. –) kárpátaljai magyar nyelvész, filológus, egyetemi adjunktus. Az Ukránok Magyar Szövetségének elnöke, a Legújabb Filológiai Társaság tagja, és a Fordítói Konferencia Szakmai Szövetségének alelnöke.

## Életpályája
1966–1975 között az Ungvári 3. sz. iskola diákja volt. 1975–1977 között Ungvári Állami Egyetem angol nyelv és irodalom szakán tanult. 1977–1982 között az Eötvös Loránd Tudományegyetem Bölcsészettudományi Karán orosz, angol és ukrán nyelv és irodalom szakos hallgatója volt.
1984-ben a budapesti egyetemen kezdett dolgozni az orosz filológia tanszéken, ahol külön tudományágak voltak ukrán nyelven. 1995-ben ezt az tanszéket átnevezték Kelet-szláv és balti filológia tanszékre, ahol szintén ukrán filológiát tanított. Az ukrán filológiai tanszék 2002-es megalakulása után is itt tanított.
2001-ben megvédte doktori értekezését és filozófiatudományi doktor lett a filológiai tudományokból.
2019-ben ő lett az ELTE ukrán filológiai tanszékének vezetője.
Kutatási területe az ukrán irodalom és kultúra, a fordítás és tolmácsolás.

## Művei
- Stilisztikai kutatások a Szovjetunióban (1988)
- Volodimir Vinnicsenko Magyarországon (2015)
- Bonkáló Sándor és az ukrán szak története Budapesten (2017)
- Baleczky Emil jogtalan elbocsátása az Eötvös Loránd Tudományegyetem archívumában található dokumentumok tükrében (2020)

## Fordítás
- Ez a szócikk részben vagy egészben  a(z)   Вікторія Лебович című ukrán Wikipédia-szócikk ezen változatának fordításán alapul.  Az eredeti cikk szerkesztőit annak laptörténete sorolja fel. Ez a jelzés csupán a megfogalmazás eredetét és a szerzői jogokat jelzi, nem szolgál a cikkben szereplő információk forrásmegjelöléseként.